# Kewet

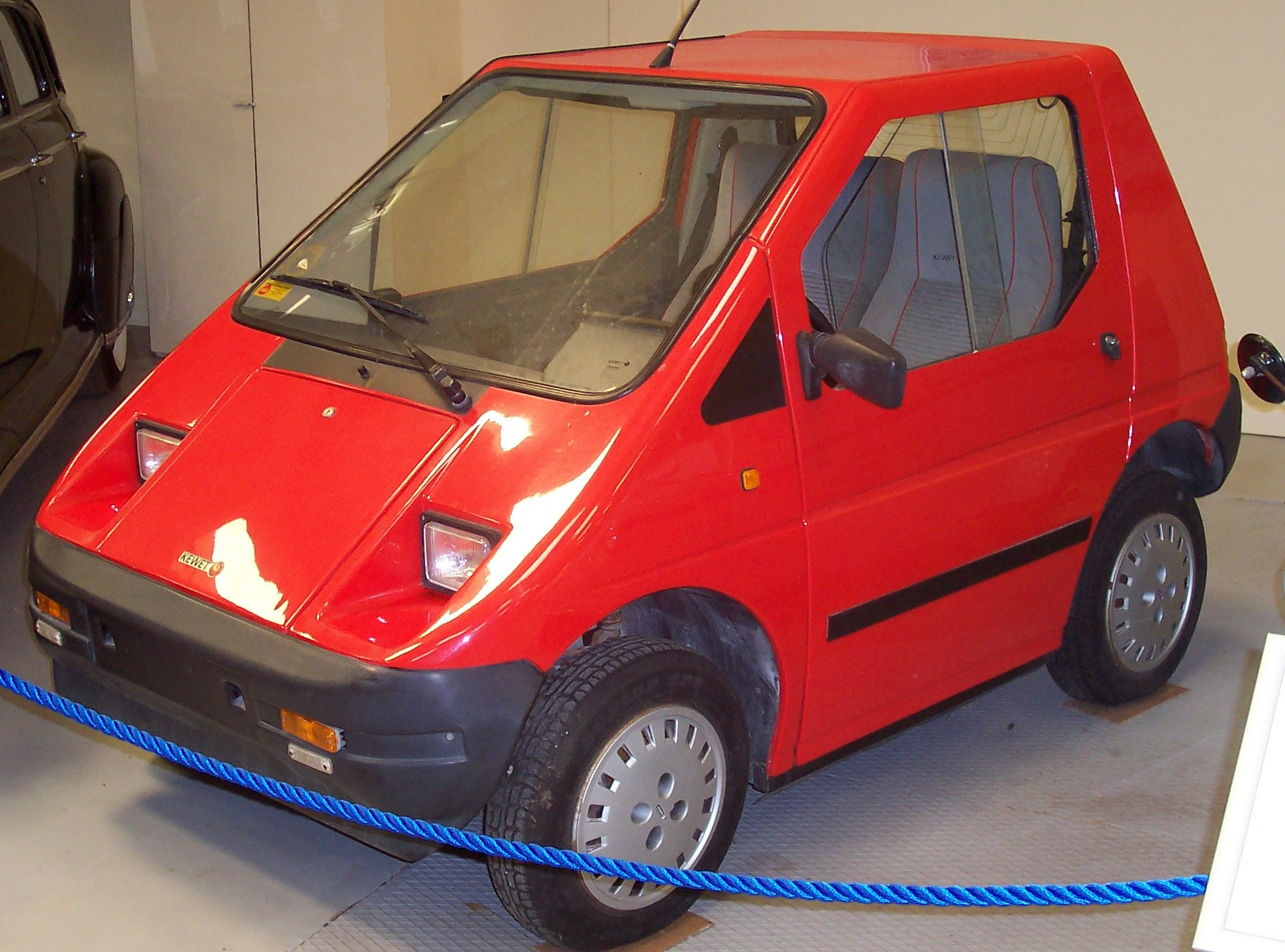
Elbilen Kewet.

Kewet är ett bilmärke som används av den norska tillverkaren Elbil Norge AS i Oslo och är en liten enkel första generations elbil. Bilen har utvecklats i omgångar och idag har namnet Kewet sedan 2007 ersatts av Buddy men bygger fortfarande på samma grundteknik och delar detaljer med den ursprungliga Kewet.
Kewet har haft lite olika batterier genom åren. Prestanda i bästa modellerna har varit räckvidd på omkring 70 km och en toppfart på omkring 80 km/h.